# مت دوشن
مت دوشن (انگلیسی: Matt Duchene؛ زادهٔ ۱۶ ژانویهٔ ۱۹۹۱) بازیکن هاکی روی یخ اهل کانادا است.